# 表演性選舉

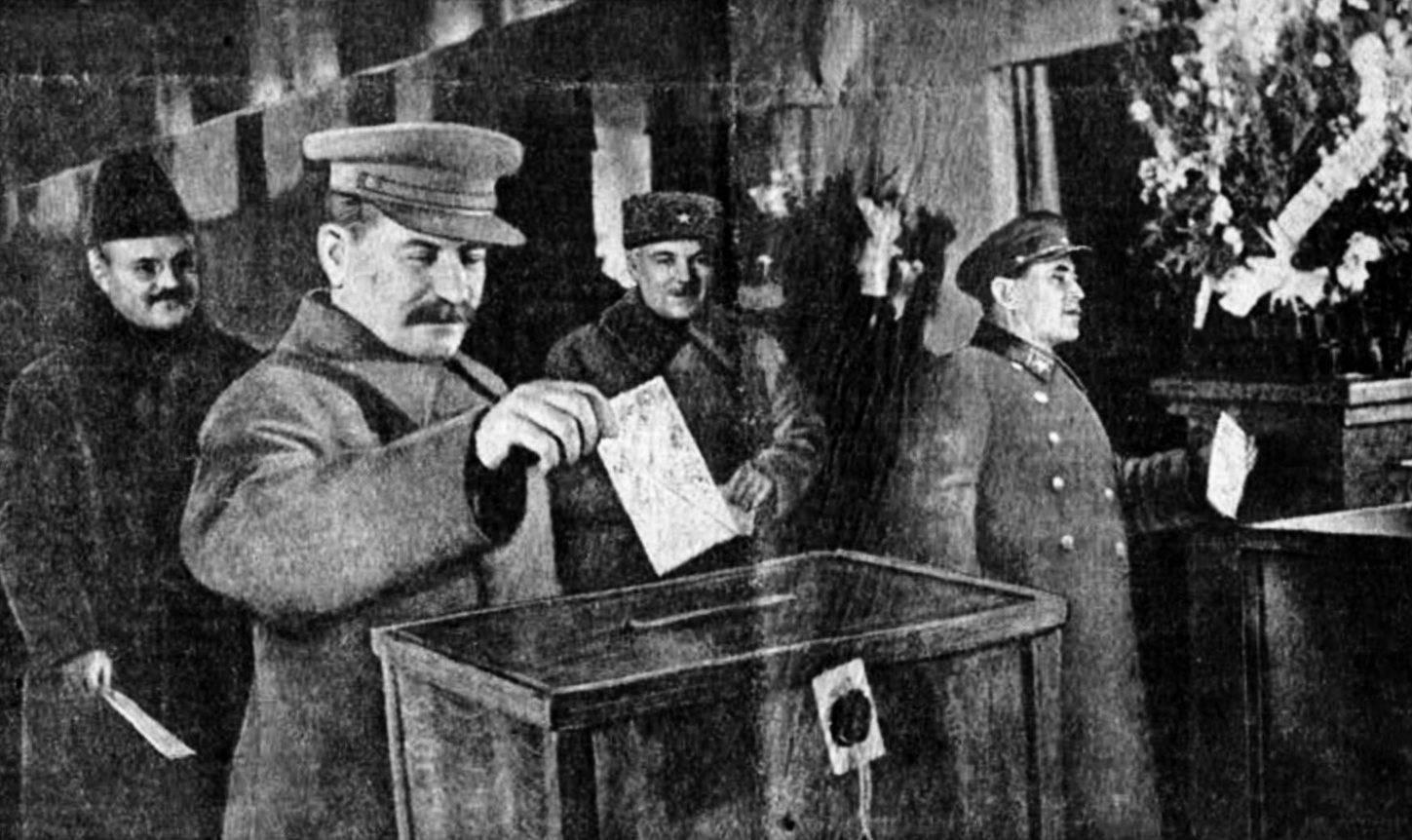
史達林參與前蘇聯最高蘇維埃選舉投票

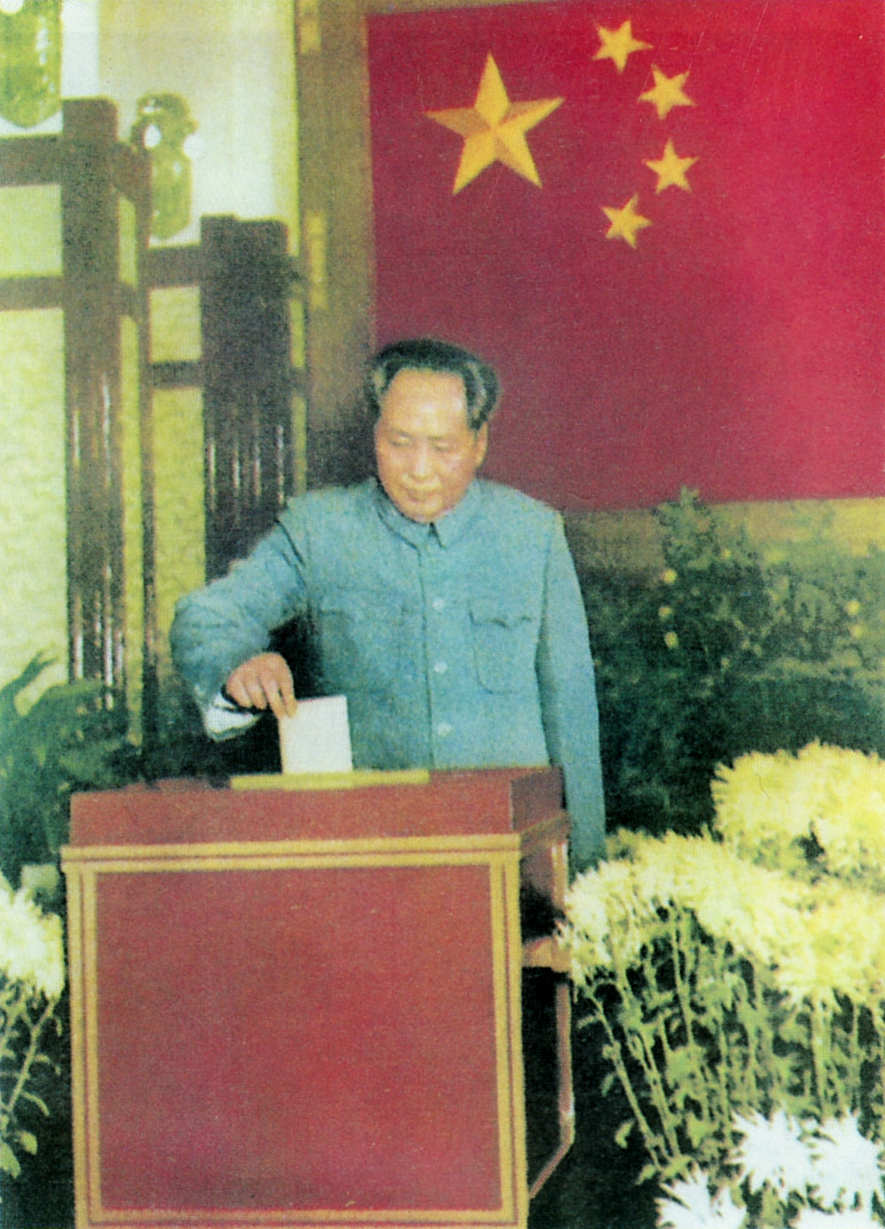
毛澤東參與中華人民共和國於1950年的選舉投票

表演性選舉（英語：Show election），又稱作秀選舉、虛假選舉、橡皮圖章選舉，純屬儀式或程序之操縱選舉，無民主成份。
就行為而言，其基本特徵通常包含有：選前政見黑箱協商，特定資格參與的間接選舉，接近甚至超過百分之百的投票率，只有某一個候選人/派系得票率達八九成以上，反對、棄權票極少見，宣傳民意大大有利於已掌政的當權者，投票的結果一般情況上，整個選舉以延續或鞏固政權為目的，因此經常出現每次都沒有不同意，近乎絕對性的勝利等等現象。
這種「民主選舉」通常出現在獨裁政體、威權政體和一黨制國家，為了在形式上表示尊重憲法與民意而定期舉行。有時是投票者如對某議題或某候選人投反對票或白票、不來投票，會立即引起注意及該政府的整肅與秋後算帳。

## 例子

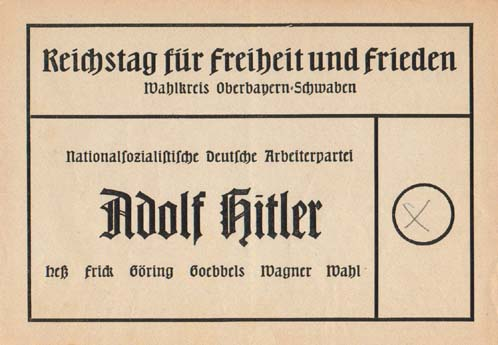
1936年在納粹德國的選舉中，選票上可供選擇的只有阿道夫·希特拉一位候選人。

歷史上較著名的表演性選舉發生在意大利王國於1929年和1934年的選舉，以及在1933年11月、1936年及1938年納粹德國的選舉中。在上述5次選舉裡，選民投票時分別只有兩個選項，要麽同意意大利法西斯黨及德國納粹黨當選，要麽反對，選票上並無其他候選人可供選擇。而獨裁的法西斯黨及納粹黨又以各種暴力與威嚇的手段，令選民在壓力下不得不投下贊成票，故該5場選舉的投票率均接近九成，而贊成票更超過九成，使有關黨派在門面上取得了壓倒性的大勝。
另外，大多數共產主義國家亦充斥著表演性選舉，例子如蘇聯、東方集團、中華人民共和國、朝鮮、越南、古巴、寮國，以及柬埔寨、委內瑞拉等左翼民粹主義國家；伊朗、敘利亞、葉門、伊拉克復興黨政權、利比亞民眾國等中東伊斯蘭世界；白俄羅斯、亞塞拜然等前蘇聯加盟國；土庫曼斯坦、哈薩克、塔吉克、吉爾吉斯與烏茲別克等中亞國家；阿爾及利亞、埃及、安哥拉、辛巴威、蘇丹共和國、厄利垂亞、赤道幾內亞、喀麥隆、烏干達、蒲隆地、多哥、加彭、葛摩、吉布地、奈及利亞、甘比亞等非洲國家，幾乎為0反對派，投票過程只是一種表演及儀式，來製造一面倒的誇張勝利。在一個極端的例子，利比里亞查尔斯·D·B·金聲稱，他在1927年的大選中獲得約243,000張選票，超過合資格選民人數15倍。

### 與選舉不公的差異
历史上部分資本主義國家，例如韓國、新加坡、馬來西亞、泰國、印尼等等，雖然經濟發達，也有選舉不公正的現象。在這些國家，允許反對票存在，雖然選舉通常有預定的結果，不過得票率會比較正常，而不會搞全票通過的作秀，甚至偶爾也會有作弊輸，或是因為操作過頭，投票率極低造成不信任的尷尬時候。它們主要還是通過軟性手段，比如壓制反對派、以壓力脅迫選民，或舞弊、操縱偽造的選票、開除競選人、調整選區等手段（例如南韓第四屆總統選舉和十月維新以後的總統選舉、南越的1955年越南公民投票、2014年克里米亞歸屬公投、緬甸及非洲、拉丁美洲軍事專政下的各項選舉、新加坡立國後各項選舉、香港在港區國安法實施後、2024年俄羅斯總統選舉在內的各項選舉等）。